# Kap Baba
Das Kap Baba (türkisch Baba Burun) ist der westlichste Punkt sowohl des türkischen als auch des asiatischen Festlands. Der westlichste Punkt der Türkei überhaupt ist das auf der Insel Gökçeada gelegene Vorgebirge İnce Burun. In der Antike trug es den Namen Kap Lekton (altgriechisch Λεκτόν).
Es befindet sich an der westlichen Spitze von Anatolien am Ägäischen Meer. Am Kap Baba liegen der Ort und die Festung Babakale.
Die Entfernung bis zum Kap Deschnjow, das sich am östlichen Ende der Tschuktschen-Halbinsel (Nordost-Russland) und Asiens an der Beringstraße befindet, beträgt etwa 8.223 km; dies entspricht der größten West-Ost-Ausdehnung des asiatischen Kontinents. Die größte Ausdehnung innerhalb Asiens besteht zwischen Kap Deschnjow und Bab al-Mandab im Jemen mit etwa 10.858 km.